# Делчево (Благоєвградська область)
Де́лчево (болг. Делчево) — село в Благоєвградській області Болгарії. Входить до складу громади Гоце Делчев.

## Населення
За даними перепису населення 2011 року у селі проживала 51 особа.
Національний склад населення села:
| Національність   | Кількість осіб | Відсоток |
| ---------------- | -------------- | -------- |
| болгари          | 46             | 90,2%    |
| інша             | 5              | 9,8%     |
| не визначились   | 0              | 0%       |
| Всього відповіли | 51             |          |

Розподіл населення за віком у 2011 році:
Динаміка населення: